# Chariots of Fire (film)
Chariots of Fire is een Britse sportfilm uit 1981, met een scenario van Colin Welland en geregisseerd door Hugh Hudson. De film is gebaseerd op een echt gebeurd verhaal van Britse atleten die zich voorbereiden op de Olympische Spelen van 1924. De film was genomineerd voor zeven Oscars en kreeg er uiteindelijk vier, waaronder die voor Beste Film.

## Verhaal
De film begint in 1919, wanneer Harold Abrahams gaat studeren aan de Universiteit van Cambridge. Hij wordt echter niet warm onthaald door het antisemitische personeel. Hij wordt echter wel toegelaten tot de Gilbert en Sullivan-club, waar hij de eerste persoon is die de Trinity Great Court run voltooit. Abrahams blijkt al snel talent te hebben voor hardlopen daar hij meerdere wedstrijden op rij wint. Hij krijgt tijdens zijn verblijf bij Gilbert and Sullivan een oogje op de sopraan Sybil.
Dan keert op een dag Eric Liddell, de in China geboren zoon van Schotse missionarissen, terug naar Cambridge voor een kort verblijf. Hij ziet hardloopwedstrijden als een perfect middel om God te eren. Hij daagt Abrahams uit voor een wedstrijd en verslaat hem. Abrahams vat dit zwaar op omdat het zijn eerste nederlaag is. Hierop biedt Sam Mussabini, een professionele trainer, Abrahams aan te helpen zijn techniek te verbeteren. Harold aanvaardt dit aanbod, tot ongenoegen van de professoren aan de universiteit. Ondertussen mist Liddell door zijn hardlopen per ongeluk een kerkdienst, waarop zijn zus Jennie hem ervan beschuldigt niet meer om God te geven. Eric verwerpt deze kritiek daar hij zich tijdens het hardlopen juist geïnspireerd voelt door God, en dat stoppen met lopen juist een belediging tegenover God zou zijn.
Jaren gaan voorbij en zowel Abrahams als Liddell boeken grote vooruitgang op het gebied van hardlopen. Dan worden beide atleten gevraagd om het Verenigd Koninkrijk te vertegenwoordigen op de Olympische Spelen van 1924 in Parijs. Naast Abrahams en Liddell worden ook Abrahams' Cambridge-vrienden Lord Andrew Lindsay, Aubrey Montague, en Henry Stallard uitgenodigd. Tijdens de boottocht naar Frankrijk hoort Liddell dat de 100 meter sprint, het onderdeel waar hij op ingedeeld is, op een zondag zal plaatsvinden. Gelovig als hij is, weigert hij daarom de race te lopen, ondanks aandringen van de Prins van Wales en het Olympisch comité. Zijn beslissing haalt wereldwijd de voorpagina’s van de kranten. Lord Andrew Lindsay, die reeds een zilveren medaille heeft gewonnen op de 400 meter hordelopen, biedt Liddell aan om zijn plaats in de 400 meter sprint aanstaande donderdag af te staan aan Liddell. Liddell accepteert dit aanbod en haalt goud op de 400 meter.
Ondertussen wordt Abrahams verpletterend verslagen op de 200 meter sprint door de Amerikaanse hardlopers. Zijn laatste kans op een medaille is de 100 meter, waar hij nu in plaats van Liddell het Verenigd Koninkrijk moet vertegenwoordigen. Abrahams wint en kan nu volgens zijn coach eindelijk zijn leven weer oppakken. Het Britse team keert triomfantelijk terug naar huis.

## Rolverdeling
| Acteur             | Personage           |
| ------------------ | ------------------- |
| Nicholas Farrell   | Aubrey Montague     |
| Nigel Havers       | Lord Andrew Lindsay |
| Ian Charleson      | Eric Liddell        |
| Ben Cross          | Harold Abrahams     |
| Daniel Gerroll     | Henry Stallard      |
| Ian Holm           | Sam Mussabini       |
| John Gielgud       | Decaan van Trinity  |
| Lindsay Anderson   | Decaan van Caius    |
| Nigel Davenport    | Lord Birkenhead     |
| Alice Krige        | Sybil Gordon        |
| Brad Davis         | Jackson Scholz      |
| Patrick Magee      | Lord Cadogan        |
| Struan Rodger      | Sandy McGrath       |
| Dennis Christopher | Charles Paddock     |
| David Yelland      | Prins van Wales     |

## Achtergrond

### Scenario
Filmproducent David Puttnam zocht voor de film naar een verhaal gelijk aan A Man for All Seasons (1966). Hij ontdekte bij toeval Eric Liddells verhaal in 1978, toen hij thuis zat wegens ziekte en een boek over de Olympische Spelen las.
Scenarioschrijver Colin Welland deed veel onderzoek voor de film. Zo deed hij in de krant oproepen aan atleten die de spelen hadden meegemaakt om hem informatie over de spelen te sturen. De zoon van Aubrey Montague stuurde Welland kopieën van de brieven van zijn vader, welke Welland als basis gebruikte voor de tekst van de verteller.
Ian Charleson schreef zelf de dialoog voor Eric Liddells speech in de kerk.
Het scenario droeg de werktitel "Runners". De inspiratie voor de titel "Chariots of Fire" kwam toen Welland op zondagavond de televisie aanzette, en een hymne van het religieuze muziekprogramma Songs of Praise zag. "Bring me my Chariot of fire!" is een zin uit de anthem Jerusalem van William Blake. Het lied is te horen aan het eind van de film.
De film werd voor het Amerikaanse publiek iets aangepast. Zo werd een korte scène met een cricketwedstrijd weggehaald.

### Historiciteit
- De film toont Abrahams, Henry Stallard, Aubrey Montague, en Lord Andrew Lindsay als studenten aan de Universiteit van Cambridge. De echte Abrahams en Stallard waren hier inderdaad studenten, maar Montague studeerde aan Oxford.[6]
- Het personage Lindsay is fictief, maar gebaseerd op twee Britse atleten. Op David Burghley (Lord Burghley), een belangrijk figuur uit de geschiedenis van de Britse atletiek. Hij was in 1924 de enige persoon ooit die de Trinity Great Court run kon voltooien, niet Abrahams.[7] En op Douglas Lowe. Beiden wilden geen medewerking aan de film verlenen.
- In de film wordt Liddell op de 400 meter ten val gebracht door een Fransman, maar wint alsnog. Dit is gebaseerd op een echte race, alleen niet tijdens een wedstrijd tegen Frankrijk maar tijdens een wedstrijd tussen Schotland, Engeland en Ierland in juli 1923.[8]
- Abrahams verloofde heet in de film Sybil Gordon, een sopraan van de D'Oyly Carte Opera Company. De echte Abrahams trouwde in 1936 met Sybil Evers.[9][10]
- Liddells zus was in het echt jonger dan in de film.
- In werkelijkheid werden de loopschema’s maanden voor aanvang van de Olympische Spelen al bekendgemaakt, waardoor Liddell ruim op tijd al wist dat de 100 meter op een zondag zou zijn.
- In werkelijkheid won Abrahams eerst de 100 meter, en liep toen pas de 200 meter.
- Abrahams won ook een zilveren medaille in de 4 x 100 meter estafette.
- Eric Liddell liep in werkelijkheid ook mee in de 200 meter.

### Muziek
De muziek voor de film werd gecomponeerd door Vangelis. Hoewel de film speelt in de jaren 20 van de 20e eeuw, gebruikte Vangelis elektronische muziek uit de jaren 80 als basis voor de geluidsband. Dit was een grote afwijking ten opzichte van eerdere films, waarbij de muziek altijd aansloot op de tijdsperiode waarin het verhaal speelde.
Enkele van de muziekstukken van Vangelis haalden het niet tot het muziekalbum, waaronder de achtergrondmuziek van Eric Liddells race in de Schotse hooglanden.

### Acteurs
Regisseur Hugh Hudson stond erop dat er jonge, onbekende acteurs zouden worden gekozen voor de hoofdrollen. Voor de bijrollen werden wel veteranen gekozen zoals John Gielgud, Lindsay Anderson, en Ian Holm. Hudson en producent David Puttnam zochten maanden naar een kandidaat voor de rol van Eric Liddell. Hun oog viel op de Schotse toneelacteur Ian Charleson toen ze hem zagen in de rol van Pierre in het toneelstuk Piaf. Charleson had op dat moment al gehoord van de film en wilde graag een rol erin spelen. Ben Cross, die de rol van Harold Abrahams speelt, werd ontdekt toen hij de rol van Billy Flynn vertolkte in Chicago.
Alle acteurs die waren gekozen als hardlopers ondergingen drie maanden training onder toezicht van coach Tom McNab.

### Locaties
De beroemde scène van hardlopers op het strand aan het begin van de film werd opgenomen op West Sands, St Andrews. Hier staat tegenwoordig een plakkaat ter herinnering aan dit feit. De laatste scène van het introstuk werd opgenomen op St. Andrews Golf Course. Deze scène zie je ook bij de aftiteling aan het eind van de film
Alle scènes op Cambridge werden opgenomen op Hugh Hudsons alma mater Eton College, omdat Cambridge geen toestemming gaf voor opnames op het grondgebied. Dit vanwege de weergave van antisemitisme in de film.
Het stadhuis van Liverpool diende als locatie voor de scènes in de Britse ambassade in Parijs. De scènes in het Olympisch Stadion van Colombes werden opgenomen in The Oval Sports Centre, Bebington, Merseyside.

## Prijzen

### Oscars (1981)
Gewonnen
- Beste Film - David Puttnam, producent
- Beste Originele Muziek - Vangelis
- Beste Originele Scenario - Colin Welland
- Beste Kostuums - Milena Canonero

Genomineerd
- Beste mannelijke bijrol - Ian Holm
- Beste regie
- Beste filmmontage

### Filmfestival van Cannes (1981)
Gewonnen
- Prijs van de Oecumenische Jury - Speciale vermelding - Hugh Hudson
- Beste Acteur in een bijrol - Ian Holm

Genomineerd
- Gouden Palm

### BAFTA's (1981)
- BAFTA Award voor Beste Film (1981)

### Golden Globes
- Golden Globe voor Beste Buitenlandse Film